# Simonetta Murru
Simonetta Francesca Murru (Nuoro, 26 aprile 1943 – Nuoro, 3 aprile 2024) è stata una politica, insegnante e sindacalista italiana.

## Biografia
Consigliera comunale del Partito Socialista Italiano dal 1985 e sindacalista UIL, dopo essere stata anche assessora comunale e vicesindaca, ricoprì la carica di sindaca di Nuoro dal 18 luglio 1991 al 6 maggio 1992. 
Suo marito Martino Corda, pure lui socialista, fu anch'egli in precedenza sindaco sempre a Nuoro dal 1983 al 1985. 